# Plan d'urbanisme de la ville de Montréal
 (juillet 2011).
Le plan d'urbanisme de la Ville de Montréal est le fruit d’une démarche de planification et de concertation amorcée au Sommet de Montréal de juin 2002. Il présente la vision d’aménagement et de développement du territoire de la Ville de Montréal ainsi que les mesures servant à mettre en œuvre les orientations et les objectifs qui en découlent. Le Plan traite à la fois des enjeux pan-montréalais et des particularités distinctives de chacun des arrondissements, reflets de l’identité aux multiples facettes de Montréal.
Le Plan d'urbanisme de la Ville de Montréal a été adopté par le conseil municipal le 23 novembre 2004 par l'entremise du règlement 04-047 révisant le plan d'urbanisme de la Ville de Montréal et est en vigueur depuis le 10 décembre 2004.

## Nature et portée du Plan d'urbanisme de la Ville de Montréal
Le Plan d'urbanisme constitue un contrat social entre la Ville de Montréal, les gouvernements, les partenaires privés et communautaires et l'ensemble de la population. La vision soutenue par le Plan, sur un horizon de planification de dix ans, s'appuie sur l'analyse du contexte et des enjeux actuels. Toutefois, cette vision ne se veut pas statique. Par conséquent, le Plan d'urbanisme doit être considéré comme dynamique et évolutif. Son contenu peut donc être modifié au besoin, selon les enjeux qui émergent, et ce, dans le cadre d'un processus transparent et public de discussion culminant par une vaste consultation publique menée par l'Office de consultation publique de Montréal. La Ville de Montréal prévoit réviser son Plan d'urbanisme tous les cinq ans.
Le Plan d'urbanisme de la Ville de Montréal répond d'abord aux exigences de la Loi sur l'aménagement et l'urbanisme. Il dresse les orientations d'aménagement et de développement du territoire et présente les paramètres réglementaires de l'affectation du sol et de sa densité d'occupation.

## Parti d'aménagement
Par l'entremise de son Plan d'urbanisme, la Ville de Montréal souscrit aux principes du développement durable, notamment quant à l'aménagement de son territoire, et entend mettre en œuvre à cet effet une approche équilibrée de vitalité économique, d'équité sociale, de préservation de l'environnement et de respect des besoins des générations futures. Considérant le Plan d'urbanisme, les décisions d'aménagement se prennent en encourageant la participation des citoyens et en tenant compte de la volonté exprimée dans le cadre de consultations publiques.
Le parti d’aménagement du Plan d’urbanisme se décline en sept orientations qui constituent autant de défis pour Montréal :
1. Des milieux de vie de qualité, diversifiés et complets;
2. Des réseaux de transport structurants, efficaces et bien intégrés au tissu urbain;
3. Un centre prestigieux, convivial et habité;
4. Des secteurs d'emplois dynamiques, accessibles et diversifiés;
5. Un paysage urbain et une architecture de qualité;
6. Un patrimoine bâti, archéologique et naturel valorisé;
7. Un environnement sain.

## Innovations
Le Plan d'urbanisme de la Ville de Montréal innove à plusieurs égards. D'abord, son approche axée sur les enjeux et les moyens de mise en œuvre, dans une perspective transversale, le distingue d'une approche sectorielle et conventionnelle.
De plus, le Plan prévoit une stratégie municipale d'investissements liant les objectifs et les projets d'intervention aux outils financiers de la Ville. Plusieurs des politiques sectorielles que la Ville de Montréal compte mettre en place au cours des prochaines années trouvent également écho dans le Plan d'urbanisme. Elles sont liées aux orientations d'aménagement du Plan et à leur mise en œuvre.

## Contrôle de la densité
Au niveau du cadre réglementaire qu'il propose, contrairement aux autres plan d'urbanisme québécois, le Plan d'urbanisme de la Ville de Montréal s’éloigne d’une approche strictement normative. Le mode d’encadrement réglementaire retenu par le Plan d’urbanisme ne vise pas une révision majeure des règlements de zonage des arrondissements. Le territoire de la ville étant largement construit, le Plan prescrit des paramètres d’affectation du sol et de densité de construction relativement larges pour les secteurs établis dont on souhaite préserver le caractère. Notamment, en ce qui a trait du contrôle de la densité (tel que le prescrit l’article 83 de la Loi sur l’aménagement et l’urbanisme, un plan d’urbanisme doit comprendre des grandes affectations du sol et des densités de son occupation), le Plan d'urbanisme de Montréal propose une approche complètement novatrice qui repose sur le découpage du territoire en «secteur de densité» auxquels sont rattachés des paramètres qualitatifs (ainsi que des C.O.S. dans quelques cas). 
Afin d’atteindre les divers objectifs énoncés au Plan, la densité de la forme urbaine, c'est-à-dire la «densité de construction», est décomposée en quatre éléments :
- la hauteur du bâti ;

- le mode d’implantation du bâti ;

- le taux d’implantation du bâti.

Assemblés, ces quatre éléments permettent de donner une image juste du gabarit typologique d’un bâtiment. Fréquemment présents dans la réglementation de zonage à des degrés divers de précision, ces éléments permettent d’illustrer aisément l’allure générale des bâtiments d’un secteur tout en demeurant dans le cadre large et non restrictif associé à la planification. Pour ce faire, le Plan d'urbanisme attribue des paramètres à chaque élément, pour chacun des secteurs de densité qui composent le territoire de la Ville de Montréal :
- un nombre minimal et maximal d’étages pour la hauteur du bâti ;

- les qualificatifs «isolée, jumelée ou en rangée» pour le mode d’implantation ;

- les qualificatifs «faible, moyen ou élevé» pour le taux d’implantation au sol.

Chaque élément, examiné seul, est indépendant et n’a que peu d’impact sur la densité globale d’un projet. La conjonction de l’ensemble de ceux-ci permet par contre permettre de contrôler la densité, tout en respectant le cadre général attribué au plan d’urbanisme et en respectant l’objectif primordial d’offrir une grande lisibilité du cadre réglementaire pour les citoyens qui s’y intéresseraient. 
L'analyse du Plan d'urbanisme permet de constater que l'approche de contrôle de la densité retenue permet:
- d’orienter de façon plus efficiente la forme urbaine par l’entremise de paramètres portant sur les éléments constituant la densité construite ;

- une plus grande lisibilité puisque les paramètres sont facilement compréhensibles pour le citoyen «ordinaire» (la méthode étant au départ plus simple que le C.O.S.) ;

- la mise en place de paramètres larges qui sont précisés à la réglementation, dans le respect de l’échelle graduée de planification entre zonage et planification.